# Khu vườn lạc thú trần tục
Khu vườn lạc thú trần tục (tiếng Anh: The Garden of Earthly Delights) là tựa đề hiện đại được đặt cho một bức tam liên họa sơn dầu vẽ trên tấm sồi của họa sĩ Hieronymus Bosch. Tranh được hoàn thành trong khoảng từ năm 1490 đến 1510, khi tác giả khoảng 40–60 tuổi. Tác phẩm được trưng bày tại Bảo tàng Prado tại Madrid từ năm 1939.